# Alfonso Eduardo Pérez Orozco
Alfonso Eduardo Pérez Orozco (Montellano, provincia de Sevilla, 1940-Madrid, 7 de enero de 2021) también conocido como Alfonso Eduardo, fue un periodista español. Fue hermano del también periodista José María Pérez Orozco.

## Trayectoria
Comenzó su experiencia radiofónica en 1960, en la (en esos años) emisora pirata Radio Vida, donde tenía un programa diario de una hora titulado "Hit Parade", que más tarde pasó a denominarse "Es grande ser joven". En la Cadena de Ondas Populares Españolas dirigió y presentó el programa musical "Explosión 68" desde ese año hasta verano de 1971.
Especializado tanto en cine como en flamenco, se hizo popular en los años setenta cuando dirigió y presentó, junto al crítico  Alfonso Sánchez, el programa sobre el séptimo arte Revista de cine (1974-1981) en Televisión española.
Durante los años de emisión del programa compaginó su labor en TVE con la asesoría musical y cinematográfica del programa Estudio 15-18 producido por Ángel Abradelo cuyos presentadores fueron Marisol del Valle, Jesús Quintero (el loco de la Colina) Jesús Puente y Eduardo Sotillos, con guion de Juan José Borrego [Radio Nacional de España]  y, entre 1976 y 1977, con una columna de crítica musical en el diario El País.
Tras la cancelación del programa, fue director de la I edición del Festival Internacional de Cine de Sevilla en 1981 y posteriormente fue director del Festival de Cine Ecológico de Tenerife entre 1983 y 1990.
Paralelamente continuó trabajando en Radio Nacional de España, donde realizó programas como Turno de tarde (1982) o Gran cartelera del fin de semana (1983). Además de ello, estuvo relacionado con programas culturales del mundo flamenco, donde también participaba su hermano José María
Más adelante, y de nuevo en televisión, en Canal Sur realizó el programa El Arriate sobre el mundo de las coplas flamencas y las Andalucías, sobre cultura popular. También presentó en esta cadena, Nocturno fiesta en la primavera de 1994. En abril de 1994, hizo una serie de programas dedicados a los "10.000 días de la 2", dedicado a La 2 de Televisión Española, ejerciendo la función de moderador.
Editó la revista Flamenco Hoy y condujo el espacio Flamenco en Radio Vida de Sevilla. Ha sido galardonado con Premio Ondas 1978 por Revista de cine y otro por "Estudio 15-18" (con Marisol del Valle), así como un Premio Nacional de la Academia de la Música por su Promoción y Difusión del Flamenco. En el mundo del Cine (Festival de Cannes) obtuvo un Premio de la Prensa Internacional.
Falleció el 7 de enero de 2021 en Madrid tras una larga enfermedad neurodegenerativa.

## Premios
Medallas del Círculo de Escritores Cinematográficos
| Año  | Categoría        | Trabajo         | Resultado |
| ---- | ---------------- | --------------- | --------- |
| 1981 | Mención especial | Revista de cine | Ganador   |